# Isaac Bayley Balfour
Isaac Bayley Balfour (Edimburgo, 31 marzo 1853 – Haslemere, 30 novembre 1922) è stato un botanico scozzese.
Era figlio del botanico John Hutton Balfour e di Marion Spottiswood Bayley.
Fu membro della Royal Society di Londra (FRS), della Royal Society di Edimburgo (FRSE), Regio professore di botanica presso l'Università di Glasgow, professore di botanica presso l'Università di Oxford e professore di botanica presso l'Università di Edimburgo.

## Biografia

### Primi passi
Balfour venne educato presso l'accademia di Edimburgo dal 1864 al 1870. A questo stadio i suoi interessi e le sue capacità erano concentrate sulla botanica, che gli fu insegnata dal padre. Grazie al fatto che quest'ultimo er professore di botanica ad Edimburgo, il giovane Balfour poté visitare il Giardino botanico reale di Edimburgo, che a quel tempo non era aperto al pubblico.
Balfour studiò quindi presso l'Università di Edimburgo, dove si laureò brillantemente nel 1873, presso quella di Würzburg e presso quella di Strasburgo.
Nel 1874 Balfour partecipò ad una spedizione astronomica all'isola di Rodrigues. Sebbene lo scopo stabilito per la missione fosse l'osservazione del pianeta Venere, Balfour colse l'occasione per studiare la flora locale e al suo ritorno la relazione sul lavoro svolto gli procurò di ottenere il dottorato.

### La carriera accademica
Nel 1879 il padre si dimise dalla cattedra ad Edimburgo e il professore di Glasgow, Alexander Dickson (1836–1887), ne prese il posto, mentre il giovane Balfour fu promosso professore regio di botanica a Glasgow dal 1879 al 1885. Guidò poi una spedizione a Socotra nel 1880.
Nel 1884 Blafour fu nominato professore di botanica presso l'Università di Oxford  e in quello stesso anno sposò Agnes Boyd Balloch.
Fu comunque dopo il suo rientro ad Edimburgo per prendere la cattedra che era stata del padre che, tra il 1888 e il 1922, Balfour lasciò il suo segno. Il padre aveva ampliato notevolmente i giardini botanici durante la sua direzione, ma Isaac Bayley Balfour ne portò a compimento la trasformazione. Egli impegnò sé stesso in una maggiore riforma dei giardini, stabilendovi un apposito istituto botanico e risviluppando ampiamente la loro stesura per avere un appropriato arboreto, erigendo nuovi laboratori e migliorando le dotazioni scientifiche.
Dal 1888 al 1921 fu gestore regio dei Giardini botanici reali di Edimburgo. Nel 1889 fu eletto presidente dell'Associazione orticola Scozzese e fu presidente della Società Botanica Scozzese dal 1880 al 1882 e dal 1904 al 1906. Fu nominato cavaliere (KBE) nel 1920.
Morì a Court Hill, Haslemere nel Surrey.

## Interessi particolari
Gli interessi di Balfour nelle piante sino-himalyane lo portarono a contatto con il botanico e collezionista di piante Reginald Farrer. Farrer fornì a Balfour e ai Giardini reali di Edimburgo importanti informazioni inviandogli le sue illustrazioni di piante con note, esemplari botanici e semi che egli aveva raccolto.

## Titoli e cariche
- 1873: Baccalaureato in Scienze (BSc) con onori di prima classe, Università di Edimburgo
- 1873–1878:Lettore di botanica, Royal Veterinary College, Edimburgo
- 1875: Dottorato in Scienze (DSc), Università di Edimburgo
- 1877: Baccalaureato in Medicina, Baccalaureato in chirurgia (MB,ChB), Università di Edimburgo
- 1877: Membro eletto della Royal Society di Edimburgo
- 1879: Professore incaricato di Botanica, Università di Glasgow
- 1884: Titolo di Master of Arts (MA), Università di Oxford
- 1884: Membro eletto della Royal Society
- 1884: Professore incaricato di Botanica, Università di Oxford
- 1888: Professore di Botanica, Università di Edimburgo
- 1897: Conferimento della Victoria Medal of Honour, Royal Horticultural Society
- 1901: Titolo di dottore in legge (LLD), Università di Glasgow
- 1919: Conferimento della Linnean Medal della Linnean Society of London
- 1921: Dottore onorario in legge (LLD), Università di Edimburgo